# Абді (Татарстан)
Абді́ — село в Тюлячинському районі Татарстану.
Розташоване на річці Нисе, за 38 км від райцентру Тюлячі.
У селі є середня школа (43 учні), бібліотека та будинок культури.

## Історія
Село було засноване татарами у другій половині XVI століття.
Місцеві жителі займалися скотарством, землеробством, у 18 столітті відносились до державних селян.
Село було волосним центром. На початку XIX століття в селі працювали 3 олійниці, 2 кузні, винна і дріб'язкові крамниці.
До 1920 році село було центром Абдинської волості Мамадиського повіту Казанської губернії, з 1920 року перебувало в Мамадиському кантоні Татарської АРСР. З 10 серпня 1930 — в Сабінському, з 10 лютого 1935 — в Таканиському, з 1 лютого 1963 — знову в Сабінському, з 4 жовтня 1991 року — у відновленому Тюлячинському районі.

## Відомі уродженці
- Олександр Ксенофонтов (1910–1940) — Герой Радянського Союзу. У селі встановлено пам'ятник Ксенофонтову.